# Gabriel Stauffer
Gabriel Frohe Vianna Stauffer (Curitiba, 4 de agosto de 1988) é um ator e cantor brasileiro.

## Biografia
Formado pela Casa das Artes de Laranjeiras (CAL), iniciou sua carreira artística ainda criança, como ator publicitário. Na adolescência, ingressou na Arte Circense e no Teatro Amador, atuando no Grupo Oxigênio, em Curitiba. Antes de se dedicar integralmente à vida artística, estudou Publicidade e Propaganda (PUC-PR e ESPM), curso que o ajudou no desenvolvimento da criatividade, sempre presente em suas atuações e trabalhos. Fez oficina de circo na TripCirco, desenvolvendo técnicas de Malabarismo, acrobacia de solo, acrobalance e equilíbrio. Em 2013 e em 2014 fez a websérie musical Se Nada Der Certo e o filme A Verdade Obscura, sendo protagonista neste último.
Em 2017, fez seu primeiro trabalho notável na televisão como Cláudio, em A Força do Querer - pois havia feito uma participação em Nada será como Antes, em 2016 - e no mesmo ano, Felipe, no filme Entre Irmãs, que em 2018 virou série. Está atualmente escalado para O Sétimo Guardião para interpretar o personagem Walid professor de karatê de Diana (Laryssa Ayres).
Em 2022, interpretou Joel adulto na série De Volta aos 15, da Netflix, inspirada no livro de mesmo nome, da autora Bruna Vieira.

## Vida pessoal
Stauffer cresceu em Curitiba e frequentou a Igreja Presbiteriana desde a infância até 2017, quando decidiu se afastar da igreja após seu pai, o jornalista Sérgio Wesley, assumir sua homossexualidade para a família. O ator declarou: "Acho que espiritualidade é diferente de religião e é uma busca individual. Eu continuo orando, pedindo, vibrando, me conectando com um Deus — porque preciso disso [Deve ser o Sol na Casa 12]. Mas é um Deus diferente daquele que aprendi na igreja."

## Filmografia

### Televisão
| Ano       | Título                     | Personagem           | Notas                                |
| --------- | -------------------------- | -------------------- | ------------------------------------ |
| 2016      | Nada Será Como Antes       | Flávio               |                                      |
| 2017      | A Força do Querer          | Claudio Vasconcellos |                                      |
| 2018      | Sob Pressão                | Gustavo              | Episódio: "23 de outubro"            |
| 2019      | O Sétimo Guardião          | Walid Simões         |                                      |
| 2020      | Todas as Mulheres do Mundo | Ângelo               |                                      |
| 2022–2024 | De Volta aos 15            | Joel (adulto)        | Elenco Principal                     |
| 2022      | Pantanal                   | Dr. Gustavo (jovem)  | Episódios: "31 de março–12 de abril" |
| 2025      | Encantado's                | Humberto             | Episódio: "Mãe é Mãe"                |

### Cinema
| Ano  | Título               | Personagem     |
| ---- | -------------------- | -------------- |
| 2014 | A Verdade Obscura    | Egídio         |
| 2017 | Entre Irmãs          | Felipe Pereira |
| 2021 | O Livro dos Prazeres | Carlos         |

### Internet
| Ano  | Título            | Personagem |
| ---- | ----------------- | ---------- |
| 2013 | Se Nada Der Certo | Momo       |

## Teatro
| Ano     | Título                                             | Personagem                                 |
| ------- | -------------------------------------------------- | ------------------------------------------ |
| 2014    | O Grande Circo Místico                             | Frederico                                  |
| 2014    | Na Bagunça do Seu Coração                          |                                            |
| 2015    | S'IMBORA, o musical - A História De Wilson Simonal | Miele/ Guinsburg/ Preso                    |
| 2015–16 | O Beijo no Asfalto - Musical                       | Werneck (1ª e 2ª temp.) Arandir (3ª temp.) |
| 2016    | VEM, METEORO! Missão BT9                           |                                            |
| 2019–20 | Lazarus                                            | [ 14 ]                                     |

## Prêmios e indicações
| Ano  | Prêmio                      | Categoria               | Trabalho               | Resultado |
| ---- | --------------------------- | ----------------------- | ---------------------- | --------- |
| 2014 | Prêmio Cesgranrio de Teatro | Melhor Ator em Musical  | O Grande Circo Místico | Venceu    |
| 2021 | Festival do Rio             | Melhor Ator Coadjuvante | O Livro dos Prazeres   | Indicado  |